# La Zizanie (film)
Pour les articles homonymes, voir La Zizanie.
Pour plus de détails, voir Fiche technique et Distribution.
La Zizanie est un film français réalisé par Claude Zidi, sorti en 1978.
Il met à l'affiche deux des plus grandes vedettes du cinéma comique français des années 1970 : Annie Girardot et Louis de Funès.

## Synopsis
Guillaume Daubray-Lacaze, maire libéral-conservateur d'une ville de province, est un industriel au bord de la faillite quand son usine, spécialisée dans la lutte anti-pollution, obtient d'un groupe japonais une commande énorme qui peut sauver son entreprise : 3 000 appareils de dépollution de l'air, les CX‑22, à livrer sous 90 jours. Mais il manque d'espace pour produire et stocker ces appareils car l'usine est sous-dimensionnée.
Le préfet refusant l'autorisation d'étendre l'usine sur les terrains voisins, Guillaume décide alors d'installer ses machines successivement :
- dans sa propre maison ;
- puis, une fois la maison saturée, dans le potager de sa femme Bernadette, horticultrice – Guillaume simulant une fuite de pétrole qui détruit les cultures ;
- et enfin dans le jardin d'hiver de sa femme : il congèle la serre pendant que Bernadette y dormait.

Furieuse, Bernadette quitte le domicile conjugal. Guillaume la retrouve à l'hôtel (Hôtel du Lion d'Or) où elle est descendue, et déclenche une rixe dans un bal costumé en découvrant qu'elle danse au bras de son médecin, le docteur Landry.
Guillaume promet à Bernadette de remettre la maison en état sans délai et ramène son épouse à la maison. Le couple s'endort et est réveillé à l'aube par le tintamarre des machines-outils : rien n'avait bougé le soir précédent, les ouvriers avaient seulement recouvert d'un drap lesdites machines.
Bernadette quitte alors à nouveau la maison et se présente comme tête de la liste « Défense de la Nature » contre son propre époux à l'élection municipale, épaulée par le docteur Landry.

## Fiche technique
- Réalisation : Claude Zidi
- Scénario, adaptation : Claude Zidi avec la collaboration de Michel Fabre
- Dialogues : Pascal Jardin
- Assistant réalisateur : Jacques Santi
- Musique : Vladimir Cosma
- Images : Claude Renoir
- Chef Éclairagiste : Jacques Touillaud
- Décors : Théo Meurisse
- Montage : Robert et Monique Isnardon
- Son : Bernard Aubouy, assisté de Jean-Louis Ughetto, Jean-Bernard Thomasson
- Stagiaire son : Sophie Chabaut
- Caméra : Patrick Wyers, Jean-Paul Meurisse
- Assistant opérateur : Eduardo Serra
- Régie générale : Patrick Delaneux
- Costumière : Paulette Breil
- Coiffures : Alice Schwartz
- Maquillage : Anatole Paris, Louis Bonnemaison
- Ensemblier : Roger Joint
- Script-girl : Many Barthod
- Casting : Margot Capelier
- Mixeur : Claude Villand
- Effets spéciaux : Christian Bourqui, Henri Assola, Serge Ponvianne, assisté de Jean François Cousson et Patrick Torossian
- Cascades réglées par : Daniel Vérité - Doublure cascades « Louis de Funès » : Georges Fabre
- Accessoiristes : Marcel Laude
- Bruiteur : André Naudin
- Générique : Michel Saignes (Eurocitel) - Trucages : Euro-Titres
- Producteur délégué : Bernard Artigue
- Une production : les Films Christian Fechner
- Studios : Paris-Studios-Cinéma (Studios de Billancourt)
- Budget : 21 millions de francs[1],[a] (soit environ 13,1 millions d'euros en 2024[2])
- Format : 2.35 : 1, CinemaScope
- Langue : français
- Genre : comédie
- Durée : 97 minutes
- Sortie : 16 mars 1978

## Distribution

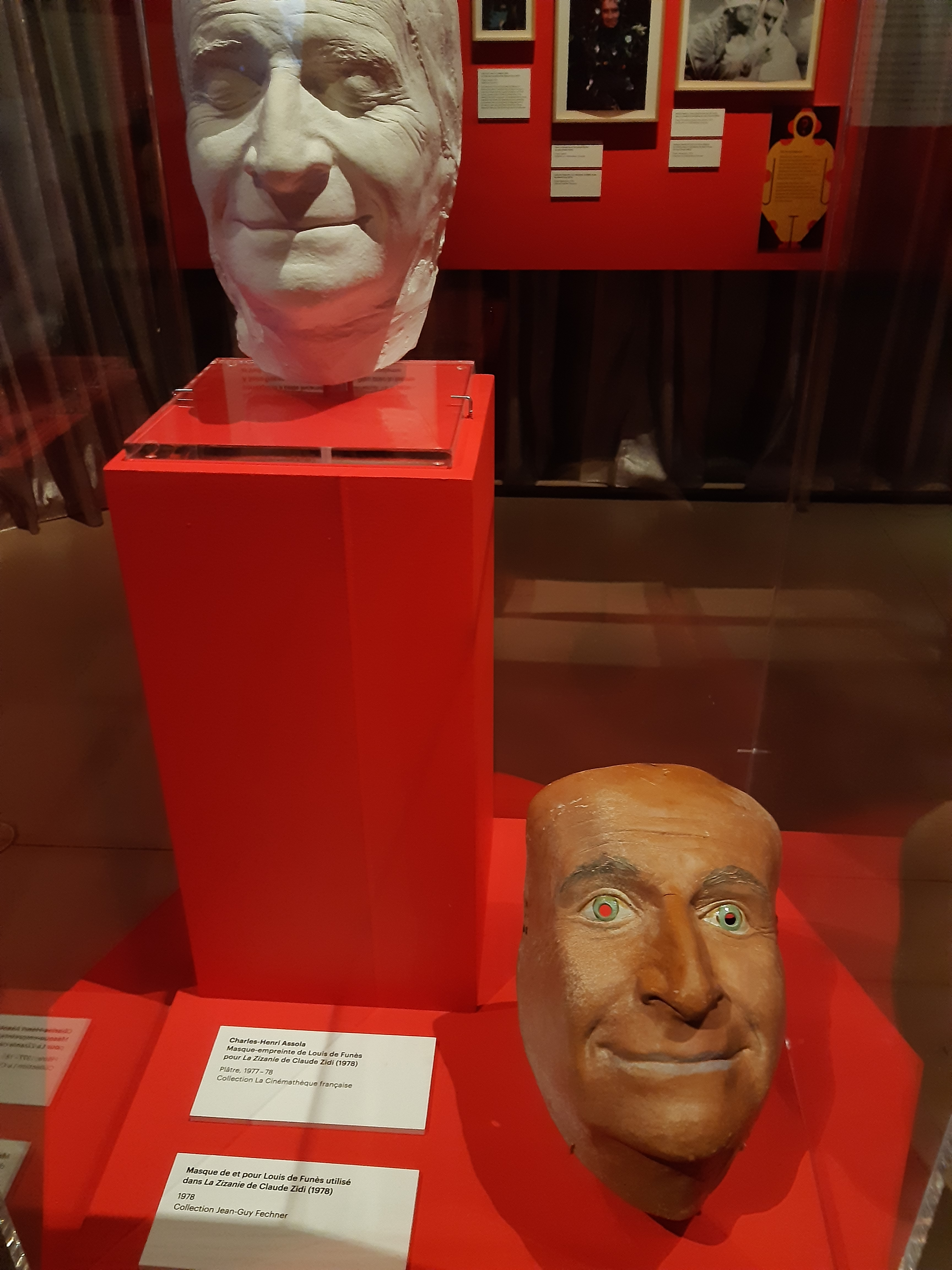
Un des masques de Louis de Funès portés lors de la scène du bal masqué et le moulage sur le visage de l'acteur qui a servi à les fabriquer. Exposition sur Louis de Funès à la Cinémathèque, en 2020.

- Louis de Funès : Guillaume Daubray-Lacaze
- Annie Girardot : Bernadette Daubray-Lacaze
- Maurice Risch : « l'imbécile »
- Julien Guiomar : le docteur Landry
- Jean-Jacques Moreau : le contremaître et adjoint au maire
- Geneviève Fontanel : madame Berger
- Jacques François : le préfet
- Georges Staquet : le délégué-ouvrier
- Mario David : le camionneur
- Daniel Boulanger : le directeur du Crédit Agricole
- Nicole Chollet : Léontine, la servante des Daubray-Lacaze
- Ham-Chau Luong : Hirchumacho
- Ibrahim Seck : Ibrahim, un ouvrier
- Van Duong : le directeur financier
- Joséphine Fresson : la secrétaire de Guillaume Daubray-Lacaze
- Robert Destain : le directeur de l'hôtel
- Tanya Lopert : une amie de Bernadette
- Jacqueline Jefford : l'autre amie de Bernadette
- Patrice Melennec : un ouvrier
- Gabriel Marfaing : un ouvrier
- Jean Cherlian : un ouvrier
- Vincent Gardair : un ouvrier
- Henri Attal : un ouvrier
- Renaud Barbier : un ouvrier
- Farid Ben Dali : un ouvrier
- André Badin : M. Bernardin, un ouvrier
- Christine Hermann : une ouvrière
- Marcel Azzola : l'accordéoniste
- Philippe Brigaud : le notaire
- Hubert Deschamps : le réceptionniste de l'hôtel
- Pierre-Olivier Scotto : l'imitateur
- Takashi Kawahara : l'interprète de la délégation
- Éric Desmarestz : le nouveau chef du personnel
- Hubert Watrinet : le metteur en scène télé
- Beate Kopp : la femme maquillée avec l'accent anglais ne portant pas de masque à la soirée costumée de l'hôtel
- Éric Vasberg : un homme à la soirée costumée de l'hôtel
- Lionel Vitrant : un homme à la soirée costumée de l'hôtel
- Guy Di Rigo : un homme à la soirée costumée de l'hôtel
- Jacques Pisias : l'homme à la soirée électorale, dans le camp de Bernadette, apportant le téléphone au Dr Landry et disant « Les nouvelles sont bonnes »
- Martin Provost
- Antoine Sammartano : le violoniste
- Clémentine Amouroux : la mariée qui dit « oui » à contrecœur

## Bande originale

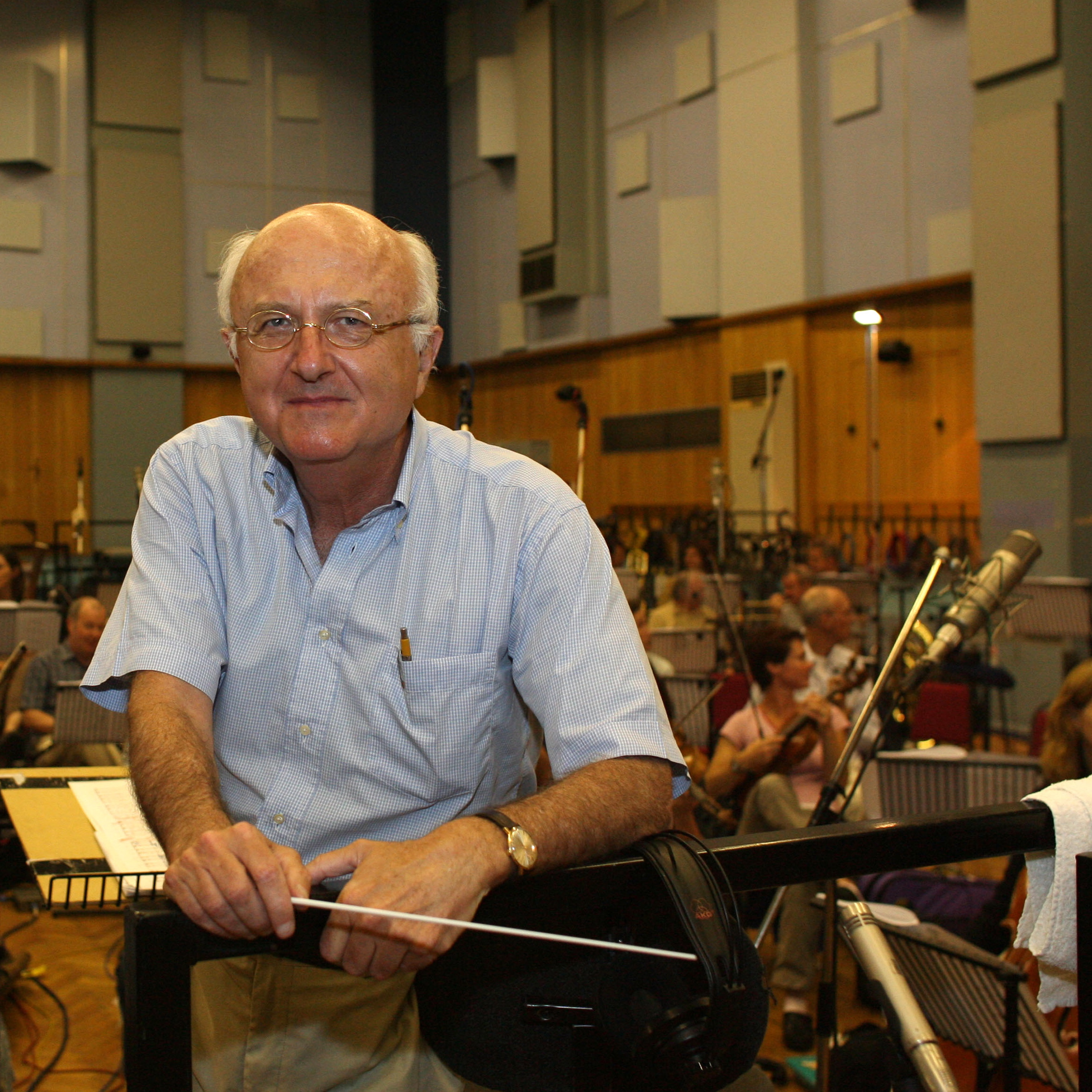
Vladimir Cosma, ici en 2007, compose la musique de La Zizanie.

Vladimir Cosma compose la bande originale de La Zizanie, après L'Aile ou la Cuisse,,. Il avait précédemment mis en musique Louis de Funès dans Les Aventures de Rabbi Jacob (1973) et le réalisateur Gérard Oury prévoyait de le reconduire pour Le Crocodile. Cosma avait par ailleurs travaillé pour Claude Zidi sur La moutarde me monte au nez (1974), La Course à l'échalote (1975) et L'Animal (1977).

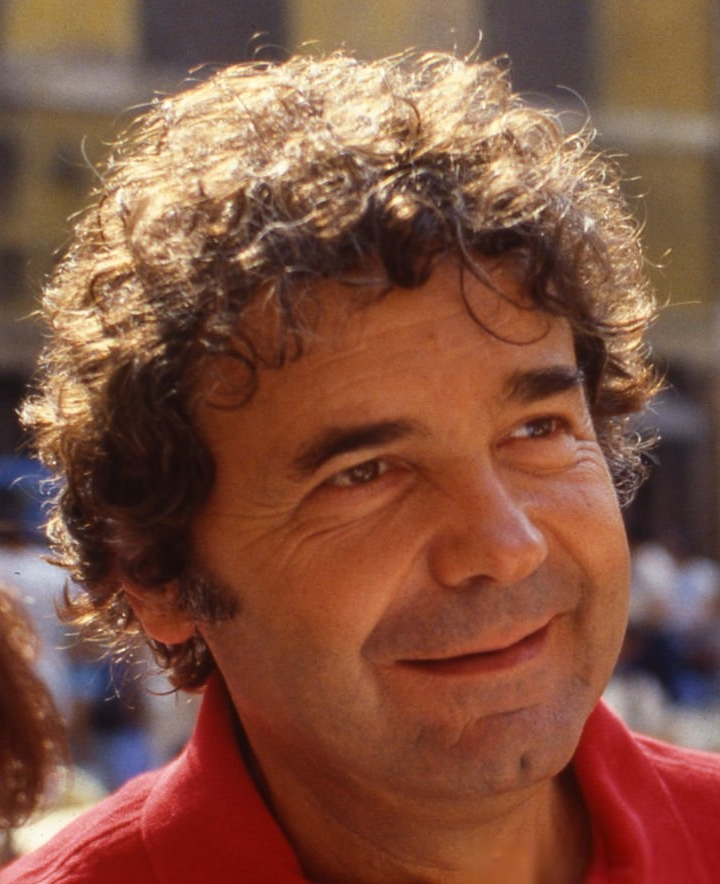
Pierre Perret, ici en 1985, écrit et interprète On sème la zizanie pour le générique, une chanson finalement refusée par Louis de Funès.

À la vue du film, Vladimir Cosma décèle une difficulté : « il n'y avait pas trop de place pour la musique car le film était riche en dialogues avec des conflits permanents au sein du couple. En dehors de quelques moments mémorables comme la scène du billet de banque qui s'envole, et de quelques séquences sentimentales, la partition contenait des plages fonctionnelles ». Dans sa composition, il innove en faisant la part belle aux expérimentations électroniques : « je n'ai jamais utilisé le synthétiseur pour imiter d'autres instruments ! Certains compositeurs le font, à but économique, pour limiter les violons ou les cuivres et avoir ainsi moins de musiciens à payer. Dans La Zizanie, la base musicale est réalisée aux synthétiseurs étant donné qu’aucun instrument de musique ne peut obtenir cette couleur-là. C’était quelque chose de nouveau et d'amusant ! ».
Le projet d'un générique de fin chanté par Pierre Perret émerge afin d'enrichir la bande originale. L'idée vient, selon les sources, de Cosma lui-même ou du producteur,,. Christian Fechner, issu de l'industrie musicale, aurait pensé à Perret pour capitaliser sur la ressemblance entre « zizanie » et « zizi », de son fameux tube,,. Sur le thème de Cosma, Pierre Perret écrit et chante On sème la zizanie, inventoriant les sources de discorde de l'époque, de la religion, l'argent à la géopolitique, sans oublier en autocitation qu'il « y a le zizi aussi qui sème la zizanie »,,,. Il livre une chanson jugée réussie par l'équipe, amusante mais aux paroles parfois osées,. Lors d'une projection de contrôle, le couple de Funès la découvre et s'insurge contre cette chanson trop vulgaire à leur goût. Selon Cosma, l'acteur vedette « aimait sincèrement les enfants, les respectait et ne voulait pas les choquer, ni eux, ni leurs parents ». La chanson est donc supprimée du film,,. À trois semaines de la sortie en salles, Cosma est contraint de reprendre sa partition pour tirer en urgence une version instrumentale du générique,. L'incident déçoit beaucoup le chanteur, qui s'oppose longtemps à l'exploitation du titre indépendamment du film.
Un premier album LP La Zizanie, bande originale du film sort en 1978 sous le label WEA,. Une partie de la musique est ensuite publiée en CD dans plusieurs compilations des œuvres de Vladimir Cosma à partir des années 1990 et dans le coffret  Louis de Funès, bandes originales des films, vol. 2, paru en 1998 et ré-édité en 2007,,,. Une version plus complète est disponible au sein du coffret de CD Vladimir Cosma, vol. 2 : 51 bandes originales pour 51 films édité par Larghetto en 2010, avant d'être publiée seule en 2016,. Grâce à des négociations entre Cosma et Perret, cette anthologie dévoile le titre inédit On sème la zizanie trente-deux ans après,. La chanson-générique est aussi présente sur le dernier CD du coffret Pierre Perret, l'intégrale paru en 2011 chez Naïve Records.

## Accueil

### Box office
Le film attire 2 790 000 spectateurs en salles en France lors de sa sortie. C'est un plus grand succès en Allemagne avec 3 millions d'entrées, soit le dixième meilleur résultat de l'année,.

## Distinctions
La Zizanie est sélectionné par deux prix en Allemagne de l'Ouest :
- 1979 : lauréat d'un Écran d'or (Goldene Leinwand), pour son box-office allemand[13].
- 1979 : nomination au Jupiter Award du meilleur acteur pour Louis de Funès[14]

## Autour du film
- Avant la sortie du film, Jean-Pierre Mocky attaque la production au tribunal pour plagiat parce qu'il avait auparavant proposé à Louis de Funès un projet baptisé Le Boucan dont le scénario ressemblait à celui de La Zizanie. Jean-Pierre Mocky gagne le procès et est indemnisé à hauteur de 250 000 francs mais il y perd alors le soutien de la profession, l'industrie du cinéma n'acceptant pas qu'on aille devant les tribunaux[15],[16].
- Dans une scène, Bernadette affirme qu'elle a 17 ans de moins que son mari, ce qui était réellement le cas entre Annie Girardot et Louis de Funès.
- La campagne municipale décrite dans le film (sorti le 22 mars 1978, trois jours après le second tour des élections législatives) rappelle le contexte politique de l'époque :
  - le thème du plein emploi : le taux de chômage étant passé de 3 % en 1975 à 5 % en 1979 ;
  - Louis de Funès a l'habitude d'interpréter un patron dans ses films, mais c'est ici la première fois que son personnage fait faillite ;
  - la place des femmes : Guillaume dit que celles-ci « n'ont rien à dire ». Il y aura 4,3 % de femmes au parlement en 1978 ;
  - l'environnement : l'écologie faisait son entrée en politique dans les années 1970. Dans le film, Bernadette présente une liste en faveur de la « protection de la nature » (liste raillée par son époux) et emporte finalement l'élection. L'élection présidentielle de 1974 avait quant à elle vu la première candidature écologiste, incarnée par René Dumont, qui réunit 1,32 % des suffrages, mais aussi la première femme candidate, Arlette Laguiller.
- Le débat télévisé entre les deux candidats fait référence à celui de 1974 entre Valéry Giscard d'Estaing et François Mitterrand, qui était le premier débat de l'entre-deux tours à l'époque.
- Le premier plan du film montre une plaque arborant une faute d'orthographe : « Daubray-Lacaze, matériel dépoluant », alors que ce dernier mot s'écrit avec deux « L ».